# Heinrich Dumoulin
Pour les articles homonymes, voir Dumoulin.
 (septembre 2019).
Si vous disposez d'ouvrages ou d'articles de référence ou si vous connaissez des sites web de qualité traitant du thème abordé ici, merci de compléter l'article en donnant les références utiles à sa vérifiabilité et en les liant à la section « Notes et références ».
Heinrich Dumoulin (né le 31 mai 1905 à Wevelinghoven près de Grevenbroich en Rhénanie-du-Nord-Westphalie - décédé le 21 juillet 1995) est un théologien catholique allemand, spécialiste des religions comparées, avec le bouddhisme zen comme thème de recherche prioritaire.

## Biographie
À 19 ans, il commence le noviciat chez les jésuites, et intègre la Compagnie de Jésus. Il reçoit l'ordination sacerdotale en 1933. En 1935, il est envoyé au Japon sous la direction de Hugo Enomiya-Lassalle. Là, son intérêt se porte sur le bouddhisme zen auquel il consacrera sa vie de chercheur.
La première version de son Histoire du bouddhisme zen est publiée en 1956. Très vite, ce travail devient un ouvrage de référence, reçu avec attention dans le monde entier par les spécialistes, et Dumoulin se voit sous les feux de la rampe de la scène académique.
Entre 1974 et 1984, il reprend et développe son Histoire du bouddhisme zen, doublant sa longueur. L'ouvrage final est publié en 1985 en deux volumes (I, Inde et Chine; II, Japon). Bien que des recherches récentes conduisent en partie à d'autres interprétations et résultats, ce travail est encore souvent cité, et il est maintenant considéré comme le texte principal relatif à la réception du bouddhisme zen en Occident.
Heinrich Dumoulin a enseigné en tant que professeur à l'université Sophia de Tokyo ; il a également été le premier directeur de l'Institut Nanzan pour la religion et la culture (en) (de nos jours université Nanzan) de 1975 à 1976.

## Publications (sélection)
- (en) The Development of Chinese Zen After the Sixth Patriarch in the Light of the MumonkaFreiburg i. Br. / München, n (1953, First Zen Institute of America (en))
- (en) A History of Zen Buddhism (1963, Pantheon Books)
- (de) Östliche Meditation und christliche Mystik. Freiburg i. Br. / München, Verlag Karl Alber, 1966.
- (de) Buddhismus der Gegenwart. Hrsg. von Heinrich Doumoulin. Freiburg etc., Herder, 1970.
- (de) Geschichte des Zen-Buddhismus. Band I: Indien, China und Korea, Frankfurt am Main, Angkor Verlag, 2010.  (ISBN 9783936018622)
- (de) Geschichte des Zen-Buddhismus. Band II: Japan. Frankfurt am Main, Angkor Verlag, 2010.  (ISBN 9783936018639)
- (en)Zen Enlightenment: Origins and Meaning (Boulder, Shambhala Publications (en),1979)
- (en)Zen Buddhism in the Twentieth Century (1992)

### Traductions
- (de) Huikai (trad. du chinois et commentaires par Heinrich Dumoulin), Mumonkan. Die Schranke ohne Tor, Francfort-sur-le-Main, Angkor Verlag, 2010 (1re éd. 1975), 200 p. (ISBN 978-3-936-01866-0)

### Articles
- (en) « Early Chinese Zen Reexamined. A Supplement to Zen Buddhism: A History », in Japanese Journal of Religious Studies, 1993, 20/1.